# Hendrik Frederik Schambach
Hendrik (Henk) Frederik Schambach (Den Haag, 19 januari 1871 - Ermelo, 14 juni 1946) was een Nederlandse kunstschilder in de traditie van de Haagse School.

## Biografie
Schambach werd geboren op 19 januari 1871 als tweede van zes kinderen van Frederik Hendrik Schambach en Johanna Geertruida Schambach-Kok.
Naast een aantal (met name houtskool-) tekeningen en aquarellen zijn ook een aantal schilderijen van hem bekend. Veelal landschappen, maar soms ook een huiselijk tafereel. Bekender  zijn echter de stillevens en schilderijen met bloemen. 
Schambach werkte in de jaren voor de Eerste Wereldoorlog ook als illustrator.